# Burning Down the Opera
Burning Down the Opera je první koncertní album německé powermetalové hudební skupiny Edguy. Nahráno bylo během evropského turné k albu Mandrake (2001) a vyšlo 2. června 2003 pod společností AFM Records.

## Seznam skladeb
| CD 1           | CD 1                         | CD 1  |
| Pořadí         | Název                        | Délka |
| -------------- | ---------------------------- | ----- |
| 1.             | Welcome to the Opera (intro) | 2:08  |
| 2.             | Fallen Angels                | 5:33  |
| 3.             | Tears of a Mandrake          | 7:25  |
| 4.             | Babylon                      | 7:01  |
| 5.             | Land of the Miracle          | 5:41  |
| 6.             | Painting on the Wall         | 4:38  |
| 7.             | Wings of a Dream             | 6:05  |
| 8.             | The Headless Game            | 7:20  |
| 9.             | The Pharaoh                  | 15:09 |
| Celková délka: | Celková délka:               | 61:03 |

| CD 2           | CD 2                          | CD 2  |
| Pořadí         | Název                         | Délka |
| -------------- | ----------------------------- | ----- |
| 1.             | Vain Glory Opera              | 6:27  |
| 2.             | Solitary Bunny (sólo na bicí) | 3:14  |
| 3.             | Save Us Now                   | 4:53  |
| 4.             | How Many Miles                | 10:58 |
| 5.             | Inside                        | 3:22  |
| 6.             | Avantasia                     | 5:23  |
| 7.             | Out of Control                | 8:13  |
| Celková délka: | Celková délka:                | 42:30 |

## Obsazení
- Tobias Sammet – zpěv, klávesy
- Jens Ludwig – hlavní kytara
- Dirk Sauer – rytmická kytara
- Tobias Exxel – baskytara
- Felix Bohnke – bicí

Technická podpora
- Michael Tibes – nahrávání, mixing
- Marc Schettler – nahrávání
- Sascha Paeth – technik
- Mika Jussila – mastering
- Thomas Ewerhard – design
- Stefan Malzkorn – fotograf
- Sandy Caspers	– fotograf
- Stefan Glas – fotograf
- Joachim Kuestner – fotograf